# Тишина, Анастасия Фёдоровна
Анастасия Фёдоровна Тишина (25 декабря 1914 года — 11 октября 2002 года) — токарь-револьверщица  Башкирского производственного объединения «Прогресс», Герой Социалистического Труда.

## Биография
Анастасия Федоровна Тишина родилась 25 декабря 1914 года в д. Мураевка Сосновского района Орловской области. Образование — начальное.
Трудовую деятельность, начала в 1935 г. ученицей-револьверщицей Ленинградского завода «Красная заря». После эвакуации завода в Уфу (1942) работала токарем-револьверщицей завода № 697, впоследствии Башкирское производственное объединение «Прогресс».
За годы работы на заводе А. Ф. Тишина, применяя передовые методы работы, постоянно перевыполняла нормы выработки. Успех её высокопроизводительной работы заключался в отсутствии потери рабочего времени, совершенствовании приемов работ, умелом применении инструмента, приспособления. Так, измене¬ние конструкции метчика повлияло на нарезку резьбы, и вдвое увеличилась производительность.
За выдающиеся заслуги в выполнении плана 1959-1965 гг. и создание новой техники Указом Президиума Верховного Совета СССР от 29 июля 1966 г. А. Ф. Тишиной присвоено звание Героя Социалистического Труда.
Приемы работы А. Ф. Тишиной изучались в школе передового опыта; активно занимаясь наставничеством, она обучила десятки молодых рабочих.
До ухода на пенсию в 1971 г. - токарь-револьверщица Уфимского завода аппаратуры связи.
Депутат Верховного Совета Башкирской АССР пятого созыва (1959-1963). Умерла 11 октября 2002 г.

## Награды
- Герой Социалистического Труда (1966)
- Награждена орденом Ленина (1966), медалями, Почетной грамотой Президиума Верховного Совета БАССР (1947).

## Память
В целях увековечения памяти А. Ф. Тишиной в Музее трудовой славы ФГУП БПО «Прогресс» установлен посвященный ей стенд.